# Räddningsstation Åhus
Räddningsstation Åhus är en sjöräddningsstation som tillhör Sjöräddningssällskapet. Den ligger i hamnen i Åhus och in sjöräddare.
Som stationshus används den tidigare räddningskryssaren Rescue Erik Collin, närmast tidigare i tjänst på Räddningsstation Arkösund. Motorrummet har byggts om till förråd.

## Räddningsfarkoster
- Rescue Sparbanken Skåne II av Gunnel Larssonklass, byggd 2019
- Rescuerunner Käthe-Juliane, tillverkad 2017